# Paul Emblen
Paul David Emblen (sinh ngày 3 tháng 4 năm 1976) là một cựu cầu thủ bóng đá người Anh thi đấu cho Tonbridge Angels, Charlton Athletic, Brighton & Hove Albion và Wycombe Wanderers. Anh trai của ông, Neil cũng là một cầu thủ bóng đá chuyên nghiệp.